# Domschule von Reims

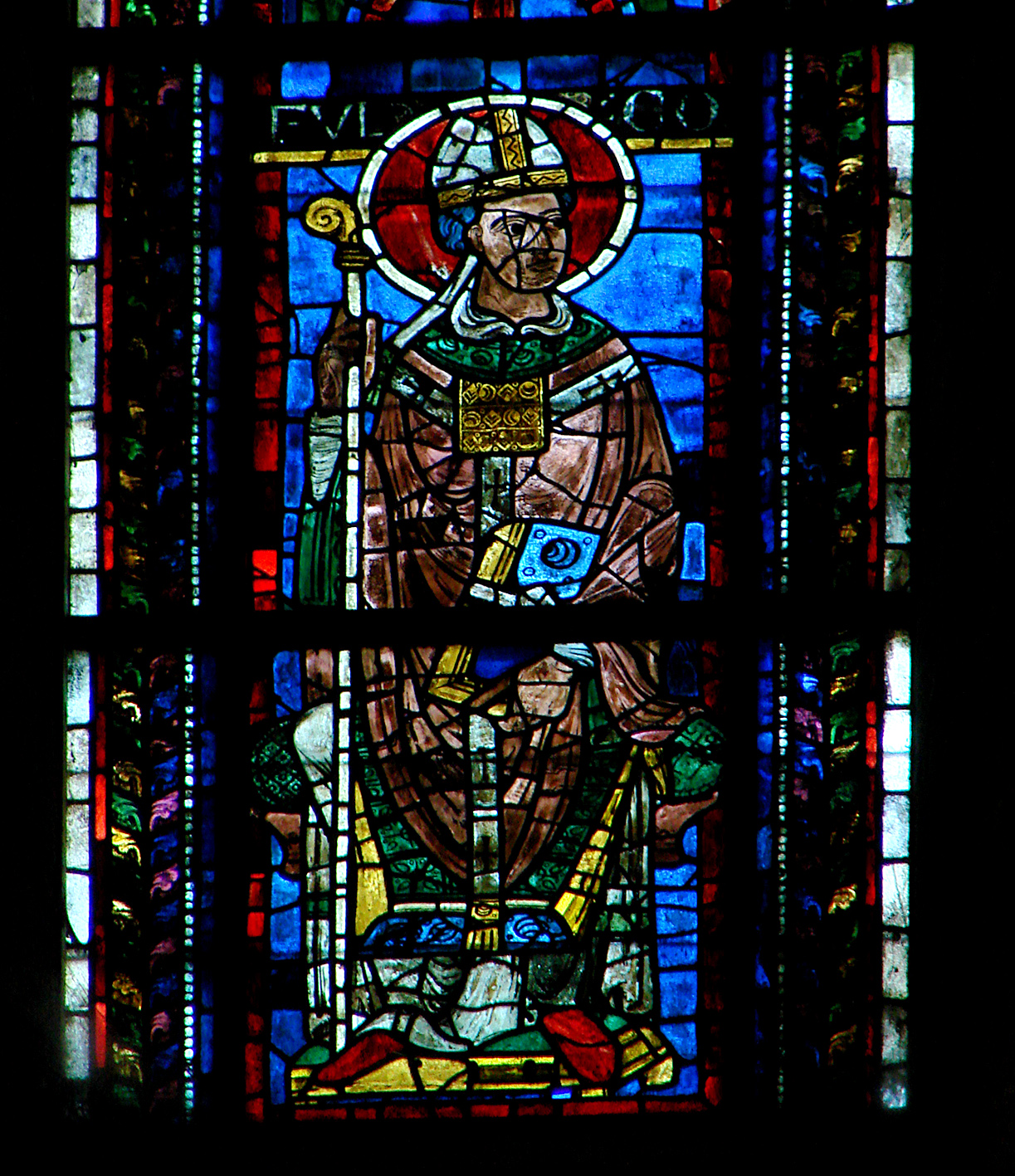
Erzbischof Fulko von Reims gründete die Schule (Glasmalerei)

Die Domschule von Reims war die mittelalterliche Domschule der Kathedrale von Reims, eine der bedeutendsten in Frankreich.
In der Benediktinerabtei von Hautvillers bei Reims wurden im 9. Jahrhundert bereits hochwertige Manuskripte von gelehrten Mönchen erstellt, darunter der Utrechter Psalter, gefördert von den Erzbischöfen Ebo und Hinkmar von Reims († 882). Der nächste Nachfolger Fulko (822–900) richtete 893 eine Domschule an der Kathedrale ein  mit den ersten Lehrern Remigius von Auxerre und Hucbald von Saint-Amand. Aus ihr gingen u. a. der Chronist Flodoard (c. 893–966), der Mönch Richer von Reims und der Schulleiter (972–982) Gerbert d’Aurillac (c. 946–1003), der spätere Papst Sylvester II., hervor. Unter letzterem entstand hier ein herausragendes Zentrum für Mathematik, das auch über ein Astrolabium verfügte. Nach ihm verlor die Schule im frühen 11. Jahrhundert an Bedeutung, doch in dessen Mitte stellte der Kanzler Heriman(d) den hohen Standard wieder her. Ein Lehrer und Leiter bis 1069 war der spätere Kartäuser Bruno von Köln, den Odo, der spätere Papst Urban II., kennenlernte. Von 1076 bis 1094 bewahrte der nächste Kanzler und Poet Gottfried von Reims den Ruf.
Nach Gottfried übertraf zeitweise die nahe Domschule von Laon unter Anselm von Laon die von Reims, auch weil es um einen Lehrmethodenstreit in der Scholastik ging, der vom jungen Abaelard ausging. Nach dem Tod Anselms konnte der neue Leiter Alberich von Reims ab 1120 noch einmal den konservativen Ruf der Reimser Schule erneuern und viele Schüler gewinnen. Auf dem Konzil von Soissons 1121 wurde Abaelard verurteilt. Schüler im 12. Jahrhundert waren zeitweise Petrus Lombardus und Petrus Cantor, im 14. Jahrhundert der Dichter Guillaume von Machaut.
Aus der verbliebenen, nur noch provinziellen Schule (in Paris bestand ein attraktiveres Collège de Reims seit 1412) ging Mitte des 16. Jahrhunderts die Universität Reims hervor, um die Gegenreformation in Frankreich zu stärken.

## Einzelbelege
1. ↑  Jason Glenn: Politics and history in the tenth-century : the work and world of Richer of Reims. Cambridge University Press, Cambridge 2004, ISBN 978-0-521-83487-2, S. 54–69 (google.de).
2. ↑  Gerbert de Aurillac. Archiviert vom Original (nicht mehr online verfügbar) am 15. Oktober 2022; abgerufen am 15. Oktober 2022.  Info: Der Archivlink wurde automatisch eingesetzt und noch nicht geprüft. Bitte prüfe Original- und Archivlink gemäß Anleitung und entferne dann diesen Hinweis.
3. ↑  C. Stephen Jaeger: The Envy of Angels: Cathedral Schools and Social Ideals in Medieval Europe, 950–1200. University of Pennsylvania Press, 1994, ISBN 978-0-8122-1745-2 (google.de [abgerufen am 19. Oktober 2022]).
4. ↑  John R. Williams: The Cathedral School of Reims in the Eleventh Century. In: Speculum. Vol. 29, No. 4 (1954), pp. 661–677
5. ↑  Gottfried von Reims. Abgerufen am 15. Oktober 2022.
6. ↑  Alberich und Lotulf von Reims. Abgerufen am 15. Oktober 2022.
7. ↑  John R. Williams: THE CATHEDRAL SCHOOL OF REIMS IN THE TIME OF MASTER ALBERIC, 1118–1136. In: Traditio. Band 20, 1964, ISSN 0362-1529, S. 93–114, JSTOR:27830770.
8. ↑  Ulrich Köpf: Petrus Cantor. In: Religion in Geschichte und Gegenwart. Brill (brillonline.com [abgerufen am 15. Oktober 2022]).
9. ↑  Guillaume von Machaut. Radio Swiss Classic, abgerufen am 15. Oktober 2022.